# Rosbife

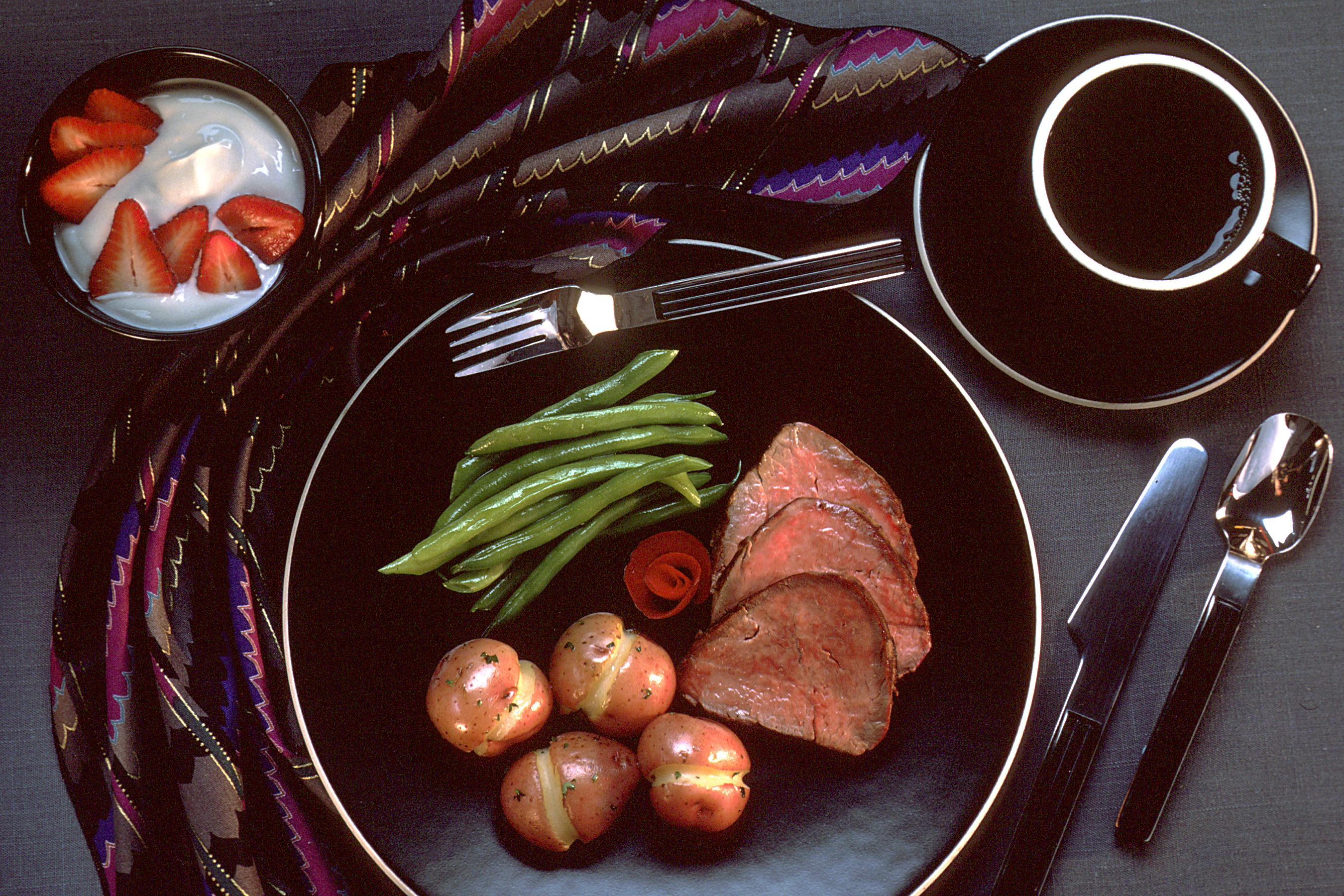
Rosbife com batatas e feijão vagem.

Rosbife (em inglês: “roast beef” ou “carne assada”) é um prato de carne bovina, típico da culinária do Reino Unido, tradicionalmente o prato principal no Sunday roast, o assado-do-domingo.
Normalmente, é utilizado um dos cortes nobres da parte traseira da rês; no Brasil, são preferidos o contrafilé, o lagarto e o patinho, enquanto em Portugal o lombo está em primeiro lugar, tal como na Grã-Bretanha o sirloin (contrafilé).
A carne é preparada de forma que a parte exterior fique bem caramelizada, enquanto o interior fica mal passado, dando fatias com uma cor rosada e defumadas. O rosbife é normalmente servido como prato principal, com vários acompanhamentos, entre os quais o mais importante é o gravy (com exceção do Sunday roast, que é tradicionalmente servido com Yorkshire puddings, pãezinhos assados muitas vezes aproveitando os sucos da carne assada). No entanto, pode também ser feito especificamente para sanduíches, como o beirute brasileiro, o beef on weck sandwich do oeste do estado norte-americano de Nova Iorque, ou para smørrebrød dos escandinavos.

## Importância do rosbife na cultura inglesa
A afeição dos britânicos pela carne de vaca, beef na língua inglesa, e particularmente pelo rosbife, é proverbial; de tal forma que os franceses apelidam os ingleses de “rosbifs” e os portugueses chamam-lhes “bifes”. Os guardas da Torre de Londres (“Yeoman Warders”) são chamados “beefeaters” desde o século XV, havendo mesmo uma marca de gin com esse nome, em que a garrafa mostra a imagem dum guarda. Henri Misson, um francês que visitou Londres em 1698, escreveu que os ingleses preparam uma grande peça de rosbife aos domingos e, depois de se “empanturrarem com essa iguaria, ainda deixam uma parte para comerem frio, sem necessidade doutros alimentos, nos seguintes seis dias da semana.”
  

Henry Fielding, um escritor inglês, escreveu mesmo uma balada para a “The Grub-Street Opera”, que estreou em 1731, com os seguintes versos:
When mighty Roast Beef was the Englishman's food, 
It ennobled our brains and enriched our blood.
Our soldiers were brave and our courtiers were good
Oh! the Roast Beef of old England,
And old English Roast Beef!

## Preparação
Embora a forma mais conhecida de cozinhar o rosbife seja no forno, dentro duma assadeira, nos primórdios da culinária britânica, a peça de carne era assada num espeto, pelo menos nas casas com mais posses; as pessoas de menos posses não tinham essa possibilidade e levavam a sua carne para assar no forno do padeiro, a caminho da igreja, uma vez que no domingo não se cozia pão. Assim, muitos ingleses tinham o seu rosbife assado aos domingos.
No entanto, o rosbife também pode ser feito numa frigideira, como propõe uma estrela da culinária da TV britânica. Muitas vezes, a carne é assada sem nenhum tempero (principalmente nos países de língua inglesa), uma vez que o sabor é-lhe conferido pelo molho. Mas várias receitas sugerem o uso de condimentos, ou mesmo uma marinada, antes de assar a carne: colocando palitos de alho em furos feitos na carne e barrando-a com manteiga e pimenta-preta ou cobrir a carne com ervas aromáticas, sal e pimenta.
Para o molho de carne, existem várias receitas, mas na maioria delas utiliza-se o suco libertado pela carne deglaçado com vinho, conhaque ou caldo, mas existem variações que se encontram bem explicadas nas referências indicadas acima.
Os acompanhamentos dependem muito da cultura onde o prato é preparado: no Sunday roast britânico, o principal são os Yorkshire puddings, mas não devem faltar as batatas, muitas vezes em puré e os vegetais cozidos numa receita mais contemporânea, as batatas e vegetais podem ser salteados com azeite e alguns temperos e apresentar-se também uma salada fria, por exemplo de agrião as batatas podem ainda ser assadas, geralmente com a casca, junto com a carne, ou podem apresentar-se batatas fritas.